# Тростенюк Володимир Миронович
Володимир Миронович Тростенюк (рос. Владимир Миронович Тростенюк; нар. 4 лютого 1954) — радянський футболіст, грав на позиції воротаря. Більшість кар'єри провів у «Памірі» (Душанбе) в першій лізі.
Вихованець ДЮСШ-5 (Душанбе). Починав грати в «Динамо» (Ленінград). З 1971 року виступав у «Памірі» (Душанбе) в першій лізі.
У сезоні 1980 зіграв за «Карпати» (Львів) 6 поєдинків у вищій лізі, 1981 року — 5 матчів у першій лізі (усі — без пропущених голів) за «Металіст» (Харків). Того ж року повернувся до Душанбе, грав на позиції воротаря «Паміру» аж до завершення кар'єри.